# Hillman 13/25 hp
La 13/25 hp è un'autovettura prodotta dalla Hillman nel 1914.
Aveva installato un motore a sei cilindri in linea da 2 L di cilindrata. La trazione era posteriore.